# Stinkfliegen
Die Stinkfliegen (Coenomyiinae) sind eine nur aus 25 Arten bestehende Unterfamilie in der Familie der Holzfliegen. In Deutschland existiert nur die Art Coenomyia ferruginea, die mit  16 bis 18 Millimeter Körperlänge bereits zu den eher großen Arten zu zählen ist.
Die Fliegen sind gedrungen und rot- bis schwarzbraun gefärbt. Sie haben behaarte und beim Männchen zusammenstoßende Augen, die Antennen sind deutlich kürzer als der Kopf. Das Schildchen hinter dem Brustabschnitt trägt zwei kleine Dornen, die für die Familie typisch sind. Ihren Namen erhielten sie aufgrund des intensiven Geruchs, der an Kräuterkäse erinnert. Zu finden sind die meist trägen Fliegen häufig auf Blättern in Flussnähe, die Larven leben häufig im Boden oder in brüchigem Holz.
Die heimische Stinkfliege (Coenomyia ferruginea) ist braun gefärbt und besitzt braungelbe Flügel, die von der oberen Flügelader (Costalader) vollständig umgeben sind. Die Männchen sind dabei etwas dunkler und haben gelbe Flecken an den Seitenplatten des Hinterleibs, die Weibchen sind heller mit schmalen goldenen Streifen (Bereifung). Ihr Verbreitungsgebiet umfasst die Mittel- und Hochgebirge von Westeuropa bis Südsibirien und Nordamerika.